# روبرت ملان
روبرت ملان (انگلیسی: Robert of Melun، (ح. ۱۱۰۰ - ۲۷ فوریه ۱۱۶۷) فیلسوف و محقق الهیات انگلیسی  بود که در فرانسه تحصیل کرده بود و بعد از آن به‌عنوان اسقف هرفورد در انگلستان انتخاب شد. وی تحصیلات خود در نزد افرادی پیر آبلار در پاریس در کنار افرادی همچون جان سالزبری، ویلیام صوری و احتمالا توماس بکت گذراند.